# Polypodium lampongense
Polypodium lampongense là một loài dương xỉ trong họ Polypodiaceae. Loài này được Zoll. mô tả khoa học đầu tiên năm 1854.
Danh pháp khoa học của loài này chưa được làm sáng tỏ. 